# 1359-1350 v.Chr.

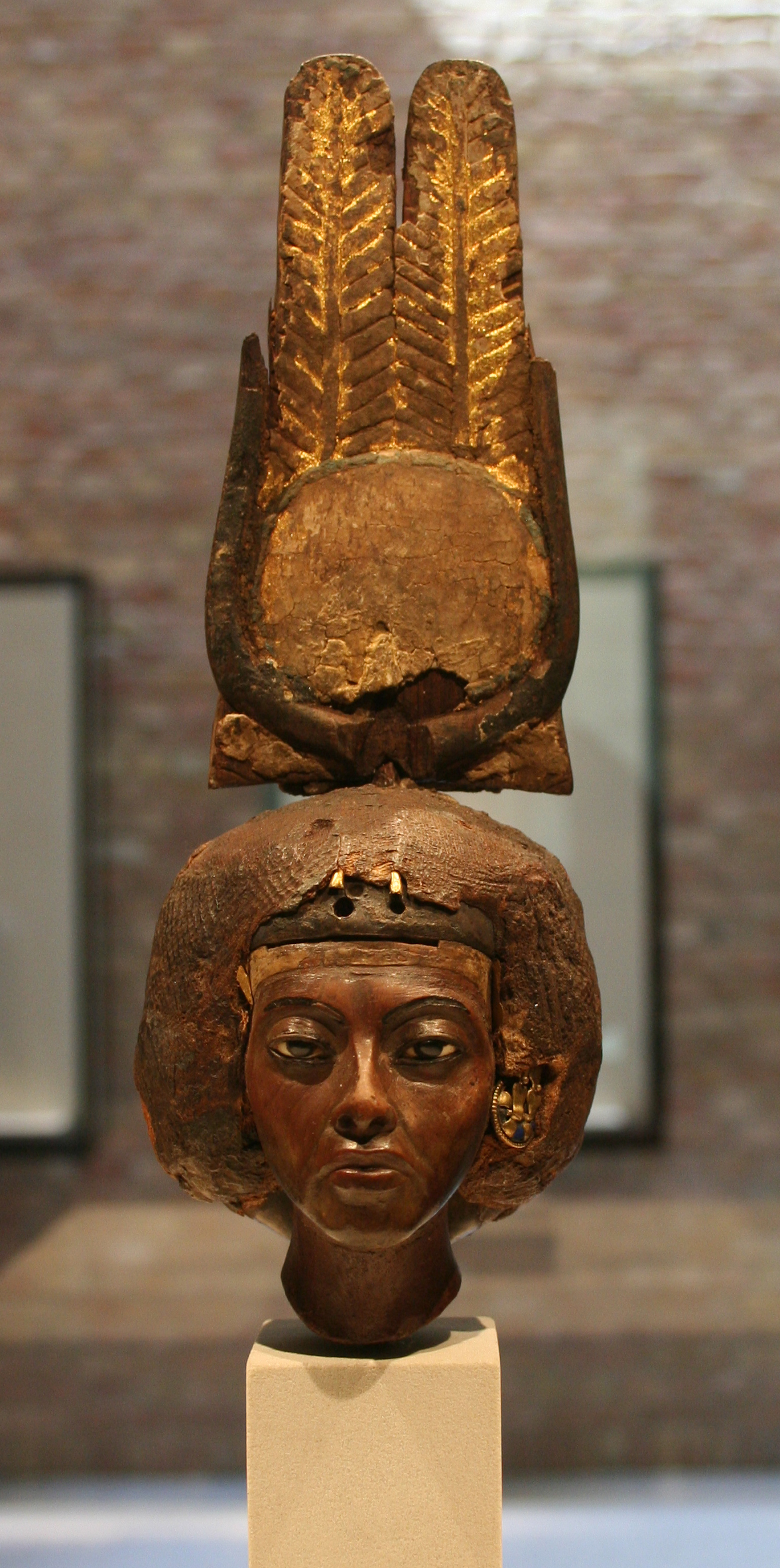
Koningin Tiye

De jaren 1359-1350 v.Chr. (van de christelijke jaartelling) zijn een decennium in de 14e eeuw v.Chr..

## Gebeurtenissen

### Egypte
- 1358 v.Chr. - Farao Amenhotep III viert zijn jubileum, hij wordt geplaagd door ziektes.
- Koning Tushratta van Mitanni stuurt Amenhotep III ter genezing een beeld van Ishtar.
- Amenhotep III laat voor zijn 'officiële' vrouw Tiye, naast het paleis (vlak bij Karnak) een kunstmatig meer aanleggen.[1]
- 1354 v.Chr. - Amenhotep III trouwt met Tadu-Hepa de dochter van Tushratta. Hiermee wordt de alliantie hernieuwd.
- 1352 v.Chr. - De Hettieten vormen een grote bedreiging voor de Egyptische invloed in de noordelijke Levant.
- 1351 v.Chr. - Koning Amenhotep IV (1351 - 1333 v.Chr.) de tiende farao van de 18e dynastie van Egypte.
- 1350 v.Chr. - Amenhotep IV (de 'ketterfarao') erkent alleen Aton als god van het oude Egypte en start zo een monotheïstische zonnecultus. Hij regeert samen met zijn vrouw Nefertiti vanuit Thebe.

### Mesopotamië
- 1352 v.Chr. - Koning Abdi-Ashirta van de Amorieten knoopt diplomatieke betrekkingen aan met de Hettieten.
- 1351 v.Chr. - Tushratta schrijft een brief aan koningin-weduwe Teye, waarin hij de vrede met Egypte wil voortzetten.
- 1350 v.Chr. - Prins Shuttarna III pleegt met steun van zijn vader Artatama een staatsgreep en bestijgt de troon.
- De Hettieten bezetten Washshukanni en Shattiwaza (1350 - 1320 v.Chr.) wordt uitgeroepen tot koning van Mitanni.

### Assyrië
- 1350 v.Chr. - Koning Assur-uballit I van Assur slaagt erin zich aan de Mitanni-heerschappij te ontworstelen.
- Begin van het Midden-Assyrische Rijk (tot 1047 v.Chr.), Assyrië wordt een machtsfactor in het Midden-Oosten.

### Kreta
- 1350 v.Chr. - Het Myceense tijdperk breekt aan (tot ± 1100 v.Chr.). In deze periode begint men met de bouw van vestingen.
- Heel bekend is de "Leeuwenpoort" in Mycene. De steden worden beschermd door dikke stadsmuren.

### Europa
- 1350 v.Chr. - In Hongarije worden de stoffelijke resten bij een begrafenis (na crematie) in urnen bewaard.

### China
- 1350 v.Chr. - Het Chinese leger maakt gebruik van strijdwagens die door paarden getrokken worden.

<< · 1399-1390 · 1389-1380 · 1379-1370 · 1369-1360 · 1359-1350 · 1349-1340 · 1339-1330 · 1329-1320 · 1319-1310 · 1309-1300 · >>